# Броненосцы типа «Габсбург»
Броненосцы типа «Габсбург» (нем. Habsburg-Klasse, венг. Habsburg-osztály) — серия эскадренных броненосцев Австро-Венгрии конца 1890-х — начала 1900-х годов. Первая серия мореходных броненосцев Австро-Венгрии, заложенная с 1870-х годов, корабли этого типа из-за ограничений, наложенных бюджетом и возможностями судоверфей, являлись самыми маленькими эскадренными броненосцами в мире. По своему водоизмещению броненосцы типа «Габсбург» находились на уровне или даже уступали броненосным крейсерам других стран, будучи схожи с ними также в высокой для своего класса скорости.
Всего в 1899—1904 годах было построено три броненосца типа «Габсбург». В 1910—1912 годах «Габсбург» и «Арпад» прошли переоборудование, в ходе которого с них была снята одна из палуб надстройки. В годы Первой мировой войны броненосцы типа «Габсбург» составляли 4-й дивизион 1-й эскадры флота, но, как и другие крупные корабли австро-венгерского флота, за исключением обстрела итальянского побережья в 1915 году, во вторую половину войны активного участия в боевых действиях не принимали. В 1917—1918 годах два из броненосцев были переклассифицированы как учебные корабли, а третий — как плавучая казарма. С капитуляцией Австро-Венгрии и окончанием войны все три броненосца были переданы в 1920 году переданы Великобритании и пущены на слом в Италии в 1921 году. Развитием «Габсбургов» стали броненосцы типа «Эрцгерцог Карл».

## История
Возрождение австро-венгерского флота на рубеже XIX—XX столетия началось с закладки трех первых австрийских эскадренных броненосцев типа «Габсбург». Усиление итальянского и русского флота в конце девятнадцатого века заставило австрийцев обратить внимание на бедственное положение своего флота и принять меры по его усилению. В 1893—1896 флот пополнили три броненосца береговой обороны типа «Монарх», но эти маленькие тихоходные корабли явно не подходили для боя с крупными итальянскими броненосцами.
В 1899 году, главный инженер флота Зигфрид Поппер разработал проект очень маленького но вполне полноценно вооруженного и защищенного эскадренного броненосца. Особые условия адриатического театра, с его сравнительно небольшими расстояниями между берегами позволяли пожертвовать автономностью и дальностью хода в пользу скорости и боевых характеристик. Поппер предполагал, что его броненосцы смогут, несмотря на свои маленькие размеры, успешно противостоять более крупным итальянским кораблям вроде «Ре Умберто», а высокая скорость позволит им избегать невыгодного боя с превосходящими силами противника. Австрийский рейхстаг поддержал проект, и в 1899 году два первых корабля серии были заложены на государственной верфи в Триесте.

## Конструкция

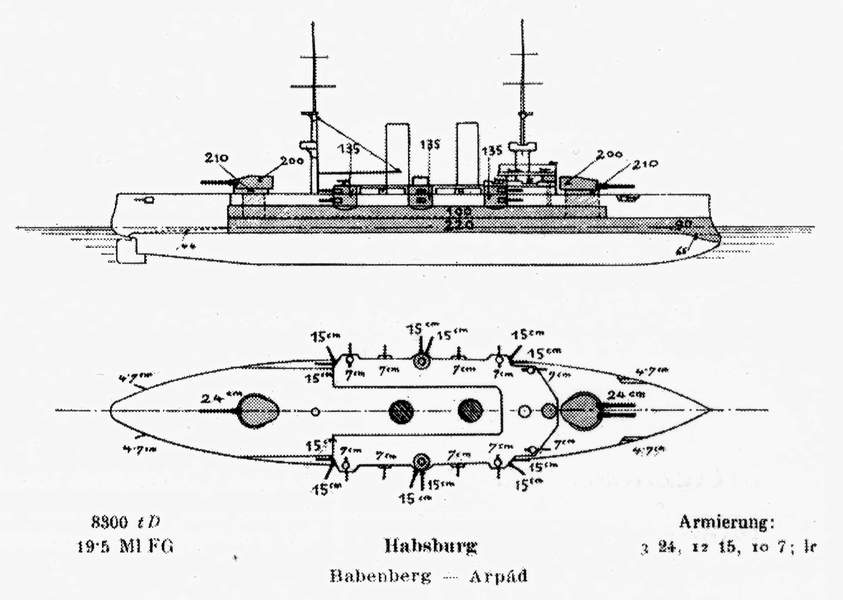
Схема броненосца «Габсбург»

Гладкопалубный корпус с достаточно большой седловатостью верхней палубы и без завала борта.
Броненосцы типа «Габсбург» были очень небольшими по меркам своего времени кораблями, водоизмещением всего около 8300 тонн. Большинство современников относили их к броненосцам 2-го класса или даже к броненосным крейсерам. Стремление Поппера разместить в ограниченном водоизмещении максимально мощное вооружение привело к формированию характерного силуэта кораблей с двухъярусными казематами по бортам.

### Вооружение
Основное вооружение кораблей составляли три 240-миллиметровых 40-калиберных орудия германского производства, аналогичные применяемым на германских кораблях типов «Кайзер Фридрих III» и «Виттельсбах». Два орудия размещались в носовой, и одно — в кормовой орудийной башне, но снаряды были совсем другие — тяжёлые, австрийского производства.
Хотя эти пушки существенно уступали крупнокалиберным орудиям «нормальных» броненосцев по пробивной силе и весу снаряда, тем не менее, в своем классе это были весьма удачные орудия. Их практическая скорострельность составляла до 2,5 выстрелов в минуту, и они могли послать 229-килограммовый бронебойный снаряд с начальной скоростью до 705 м/с на дистанцию до 15 800 метров. На расстоянии в 10 000 метров бронебойный снаряд пробивал 180-миллиметровую гарвеированную бронеплиту. С учетом слабой защищенности новых итальянских броненосцев, выбор подобной артиллерии в качестве главного калибра был вполне оправдан соображениями экономии веса и повышенной скорострельности. Масса снарядов намного тяжелее немецких снарядов для этого калибра, но близка к массе снарядов для французских 24-сантиметровых орудий и изготовленных Круппом 24-сантиметровых орудий для ВМС Нидерландов. Их ожидаемый противник имел на вооружении 254-мм (10"/40 (25.4 cm) EOC Pattern R) орудия, практическая скорострельность которых составляла до 1,5 выстрелов в минуту, и они могли послать 226,8-килограммовый бронебойный снаряд с начальной скоростью до 700 м/с.
Основную ставку Поппер делал на скорострельную артиллерию. Броненосцы типа «Габсбург» несли мощную батарею из двенадцати 150-миллиметровых 40-калиберных орудий Круппа. Орудия располагались побортно в необычных двухъярусных казематах: на каждый борт стреляло по шесть орудий, кроме того, концевые орудия могли вести погонный и ретирадный огонь. Казематы располагались на одну палубу выше, чем у вероятных противников: итальянских броненосных крейсеров типа «Джузеппе Гарибальди». Скорострельность орудий составляла 4-5 выстрелов в минуту на дальность до 15 000 метров.
Противоминное вооружение корабля было очень мощным и хорошо продуманным. Десять 66-миллиметровых 45-калиберных орудий фирмы «Шкода» были установлены на крыше надстройки. Их дополняли восемь 47-миллиметровых орудий на боевых марсах мачт. Минно-торпедное вооружение состояло из двух 450-мм торпедных аппаратов, расположенных под водой.
Так же броненосцы несли две 7-см сталебронзовых шлюпочных (десантных) пушек.
Личное оружие состояло из 318 8-мм винтовок M1895 с общим боезапасом в 76 320 патронов.

### Броневая защита

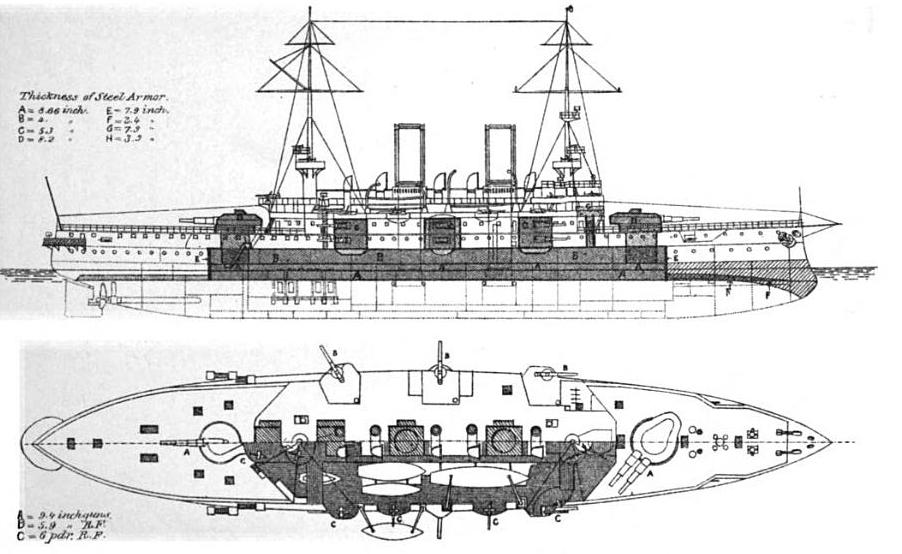
схема бронирования

Броневая защита кораблей была выполнена из крупповской хромоникелевой брони. Основной броневой пояс, прикрывавший цитадель, достигал 220 миллиметров толщиной, утончаясь к нижнему краю до 180 миллиметров на протяжении 0,95 м. Толщина брони траверзов составляла 200 мм. Носовую оконечность прикрывала тонкая 50-миллиметровая броня. Главный пояс имел высоту 2,36 метра, из которых при нормальной осадке 1,3 м находились под водой.
Над главным поясом располагался верхний, толщиной в 100 миллиметров, и прикрывающий центр корпуса между барбетами. 100-мм траверзы, замыкавшие концы этого верхнего пояса, были перпендикулярны диаметральной плоскости и стояли почти непосредственно над траверзами главного пояса. Артиллерия главного калибра защищалась 210-мм броней. Верхние части барбетов, опирающиеся на верхнюю палубу, были толщиной 210 мм (с тыла — 180 мм), нижние части барбетов имели толщину 183 мм. Скорострельные орудия в казематах защищались с лицевой стороны 137-миллиметровыми плитами, с боков и сзади их защищали 88-мм брони.
Носовая боевая рубка была со сторон защищена 200 мм бронёй и имела 150 мм коммуникационную труба; в кормовая боевая рубка имела стенки 100 мм толщиной, и 50 мм коммуникационную трубу. Коммуникационные шахты простирались вниз до броневой палубы.
Горизонтальная защита, в пределах цитадели, формировалась 40-миллиметровой броневой палубой. Над цитаделью броневая палуба была плоской и надводной, а в оконечностях — карапасной и подводной. Толщина носового карапаса составляла 60 мм, кормового — 66 мм. В целом, для столь небольших кораблей, броневая защита являлась чрезвычайно мощной и хорошо продуманной.

### Силовая установка
Броненосцы имели по две четырёхцилиндровые вертикальные паровые машины тройного расширения, работающие на 2 вала. Машины были изготовлены фирмой Stabilimento Technico Triestino в 1898—1902 годах, имели ∅ цилиндров 0,76-1,24-1,43-1,43 м и ход поршня 0,95 м. Два трёхлопастных винта имели диаметр 4,876 м и шаг 4,876 м. На испытаниях, корабли не смогли развить проектную 20-узловую скорость, но в повседневной службе достаточно легко развивали 19,6-19,85 узлов, что было выше скорости большинства броненосцев того времени и, что не менее важно, выше чем у броненосных крейсеров типа «Джузеппе Гарибальди». Шестнадцать котлов Бельвиля с экономайзерами имели общую нагревательную поверхность 2821 м² и площадь колосниковых решеток — 79,5 м². Нормальный запас угля составлял 500, а максимальный — 840 т. Запас хода была ограничен требованиями плавания в Адриатике и составлял 3600 морских миль на ходу 10 узлов.

## Представители

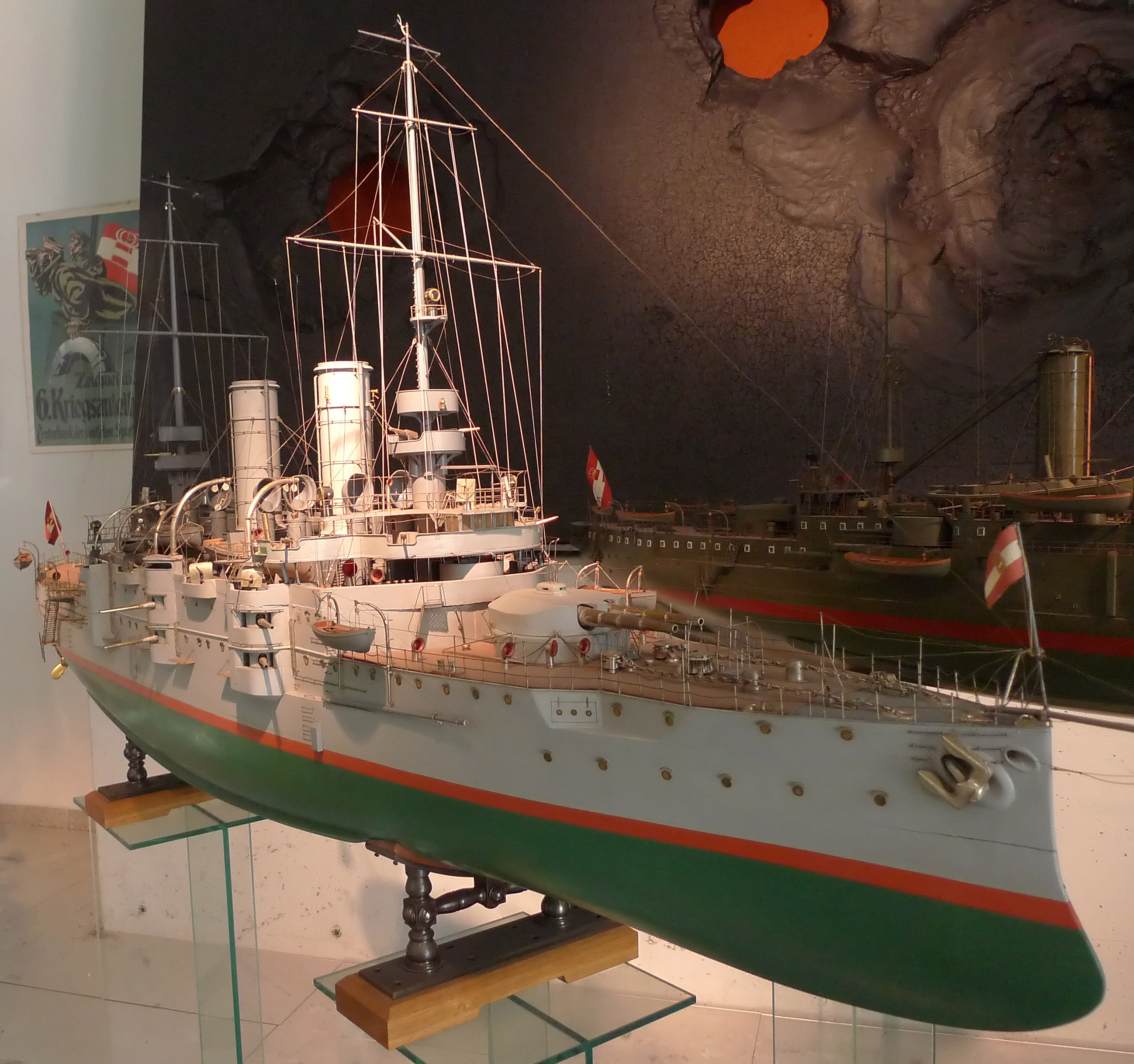
Модель броненосца «Арпад»

| Название              | Верфь | Закладка       | Спуск на воду    | Вступление в строй | Судьба                |
| --------------------- | ----- | -------------- | ---------------- | ------------------ | --------------------- |
| «Габсбург» Habsburg   | STT   | 13 марта 1899  | 9 сентября 1900  | 31 декабря 1902    | продан на слом в 1921 |
| «Арпад» Árpád         | STT   | 10 июня 1899   | 11 сентября 1901 | 15 июня 1903       | продан на слом в 1921 |
| «Бабенберг» Babenberg | STT   | 19 января 1901 | 4 октября 1902   | 15 апреля 1904     | продан на слом в 1921 |

## Оценка проекта
Для столь небольшого водоизмещения австрийцам удалось создать отлично сбалансированные корабли. Тщательно изучив состав флота основного противника — Италии, и особенности адриатического театра действий, австрийцы построили небольшие, но полностью отвечающие их требованиям броненосцы-крейсера. В других странах примерно такие же по характеристикам корабли относили к броненосным крейсерам. Скорость, которая была выше, чем у большинства современных им линкоров, и броневая защита, делала «габсбурги» наиболее близкими именно к эскадренным броненосным крейсерам («Асама» и «Гарибальди»), и в этом случае они могли бы считаться их лучшими представителями, либо броненосцем противокрейсерской концепции, таким же как и прикупленные британцами по случаю «белые слоны» типа «Triumph».
Несмотря на свои малые размеры, броненосцы типа «Габсбург» вполне могли сражаться на равных с существующими на тот момент гораздо более крупными итальянскими кораблями типа «Ре Умберто» и «Аммиральо ди Сан-Бон» и превосходили итальянские броненосные крейсера типа «Джузеппе Гарибальди». Мощное крупповское бронирование австрийцев надежно защищало их жизненно важные части от 254-305-миллиметровых снарядов итальянских кораблей, в то время как сильная батарея скорострельных орудий и облегченные, но более скорострельные орудия главного калибра «Габсбургов» могли эффективно поражать сравнительно слабо защищенные и имевшие как правило недостаточную площадь бронирования итальянские корабли на значительной дистанции. Высокая скорость позволяла австрийцам диктовать дистанцию боя и уходить от невыгодного для себя столкновения.
В целом, для специфических условий войны в Адриатическом Море, австрийцам удалось построить весьма эффективные корабли, и ввести их в строй достаточно быстро — заложенные в 1899, все три броненосца вступили в строй в 1902—1904, опередив заложенные раньше итальянские быстроходные броненосцы типа «Реджина Маргерита».